# Canton (fédération de Bosnie-et-Herzégovine)
Pour les articles homonymes, voir Canton (homonymie).
Pour un article plus général, voir Canton.
Les cantons sont des subdivisions administratives qui correspondent au second niveau de l'autonomie locale dans la fédération de Bosnie-et-Herzégovine, une des deux entités de la Bosnie-Herzégovine. Ils sont appelés kantoni en bosnien (kanton au singulier), županije en croate (županija au signulier) et кантони en serbe cyrillique (кантон au singulier). Ces cantons sont eux-mêmes divisés en plusieurs municipalités (singulier: općina/општина ; pluriel : općine/општине)
Cette subdivision ne concerne pas la république serbe de Bosnie (Republika Srpska), qui possède un pouvoir centralisé et qui est directement divisée en municipalités. Le district de Brčko, quant à lui, forme une division particulière, placée sous la juridiction directe de la Bosnie-Herzégovine.

## Histoire
La fédération (des cantons) de Bosnie-et-Herzégovine a été créée à la suite de l'accord de Washington de 1994, conclu entre les Croates de Bosnie-Herzégovine et le gouvernement de la république de Bosnie-Herzégovine, dirigé par des Bosniaques. Ces accords prévoyaient l'actuel système cantonal de la fédération. Les frontières des cantons furent définies lors des accords de Dayton, en 1995.

## Administration
Chaque canton possède son propre gouvernement, dirigé par un premier ministre. Le premier ministre dispose de son propre cabinet et il est assisté dans ses tâches par les ministres et toutes sortes d'agences et de services cantonaux.

## Liste des cantons
| N°  | Nom                                                                                                  | Superficie | Population | Densité | Chef lieu     |
| --- | --- | ---------- | ---------- | ------- | ------------- |
| 1.  | Canton d'Una-Sana (Unsko-sanski kanton)                                                              | 4 125,0    | 287 878    | 69,8    | Bihać         |
| 2.  | Canton de la Posavina (Posavski kanton/Posavska županija)                                            | 324,6      | 41 187     | 126,9   | Orašje        |
| 3.  | Canton de Tuzla (Tuzlanski kanton)                                                                   | 2 649      | 496 830    | 187,6   | Tuzla         |
| 4.  | Canton de Zenica-Doboj (Zeničko-dobojski kanton)                                                     | 3 343,3    | 401 796    | 120,2   | Zenica        |
| 5.  | Canton de Podrinje bosniaque (Bosansko-podrinjski kanton)                                            | 504,6      | 33 662     | 66,7    | Goražde       |
| 6.  | Canton de Bosnie centrale (Srednjobosanski kanton/Srednjobosanska županija)                          | 3 189,0    | 256 339    | 80,4    | Travnik       |
| 7.  | Canton d'Herzégovine-Neretva (Hercegovačko-neretvanski kanton/Hercegovačko-neretvanska županija)     | 4 401,0    | 227 473    | 51,7    | Mostar        |
| 8.  | Canton de l'Herzégovine de l'Ouest (Zapadno-hercegovački kanton / Zapadno-hercegovačka županija)     | 1 362,2    | 82 095     | 60,3    | Široki Brijeg |
| 9.  | Canton de Sarajevo (Sarajevski kanton)                                                               | 1 276,9    | 419 030    | 328,2   | Sarajevo      |
| 10. | Canton 10 (Canton de Herceg-Bosna) (Hercegbosanska županija/Livanjski kanton/Zapadnobosanski kanton) | 4 934,9    | 82 069     | 16,6    | Livno         |
|     | Total                                                                                                | 26 110,5   | 2 328 359  | 89,2    |               |

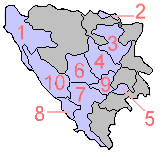
Les cantons de la fédération de Bosnie-et-Herzégovine.

Les cantons d'Una-Sana, Tuzla, Zenica-Doboj, Podrinje bosniaque et Sarajevo possèdent une majorité de peuplement bosniaque ; ceux de Posavina, d'Herzégovine de l'Ouest et le canton 10 disposent d'une majorité croate. Les deux derniers cantons, ceux de Bosnie centrale et d'Herzégovine-Neretva, sont de peuplement mêlé, ce qui suppose des procédures législatives spéciales pour protéger les groupes ethniques qui les constituent.